# Cylindropuntia whipplei
Cylindropuntia whipplei, es una especie de planta suculenta perteneciente al género Cylindropuntia, dentro de la familia Cactaceae. Se distribuye por los estados estadounidenses de Arizona, California, Colorado, Nevada, Nuevo México y Utah.

## Descripción
Cylindropuntia whipplei es una especie de cactus que crece como un arbusto bajo densamente ramificado, alcanzando alturas de 0,3 a 1,3 m. Los tallos son erectos, articulados y están formados por segmentos delgados. Cada uno de ellos mide de 3 a 15 cm de largo y de 0,5 a 2,2 cm de diámetro. Son de forma cilíndrica y tienen la epidermis de color verde. Presentan tubérculos prominentes de hasta 1 cm de largo y 0,5 cm de ancho.

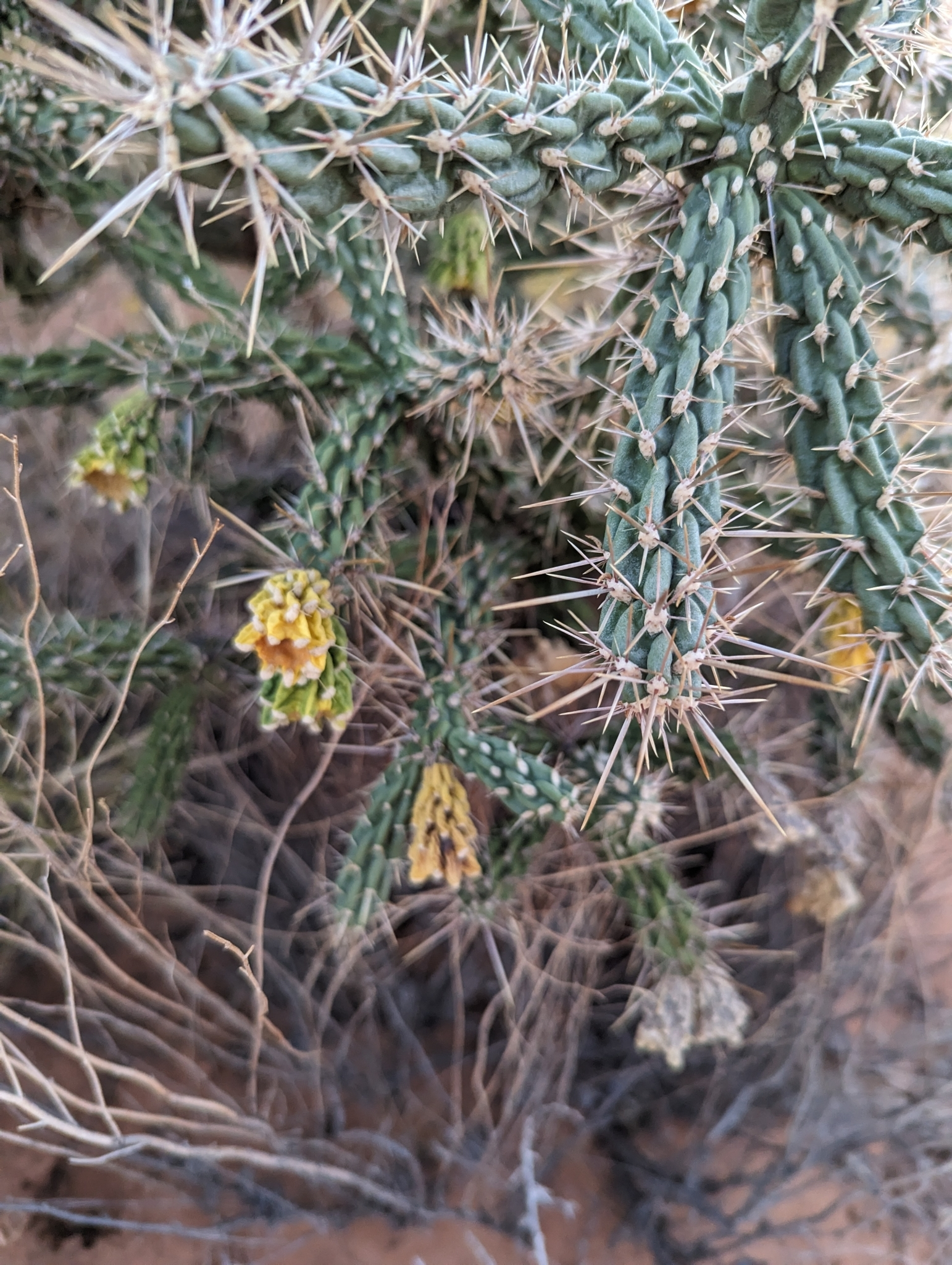
Detalla de los tallos

Sobre los tallos se asientan areolas de forma ovalada a triangular y están rellenas de lana de color amarillo pálido a blanco, que se torna gris con la edad. Poseen gloquidios de color amarillo, tostado o blanquecino y miden de 1 a 3 mm de longitud. También tienen de 1 a 10 espinas de color blanco a marrón rojizo, siendo más numerosas en las areolas basales. Están cubiertas por una vaina epidérmica fina de color blanco, a amarillo pálido que parece de papel. Son afiladas, rectas y su forma va de punzón o aplanadas. De entre ellas, se distinguen de 4 a 6 espinas distales que se extienden para formar una cruz y miden de 2 a 4,5 cm de largo. También hay hasta 4 espinas basales laterales, delgadas, aplanadas basalmente, dobladas hacia atrás y de 5 a 8 mm de largo.

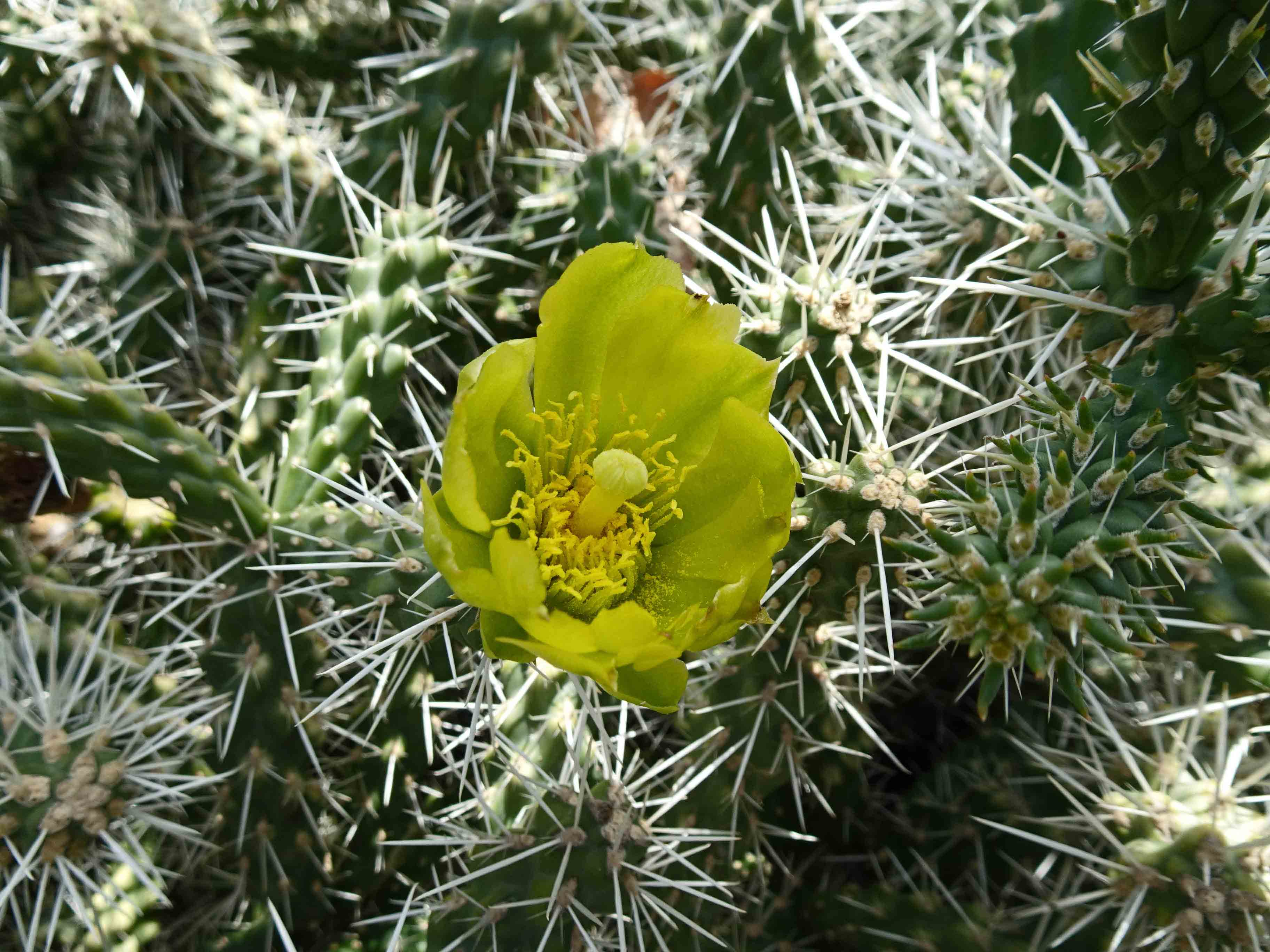
Detalle de la flor

Las flores son de color amarillo verdoso, amarillo pálido o amarillo, se abren durante el día (diurnas) y son polinizadas por abejas. Miden has 3 cm de largo y 2 cm de diámetro. La especie florece desde finales de primavera hasta principios de verano (de mayo a julio).

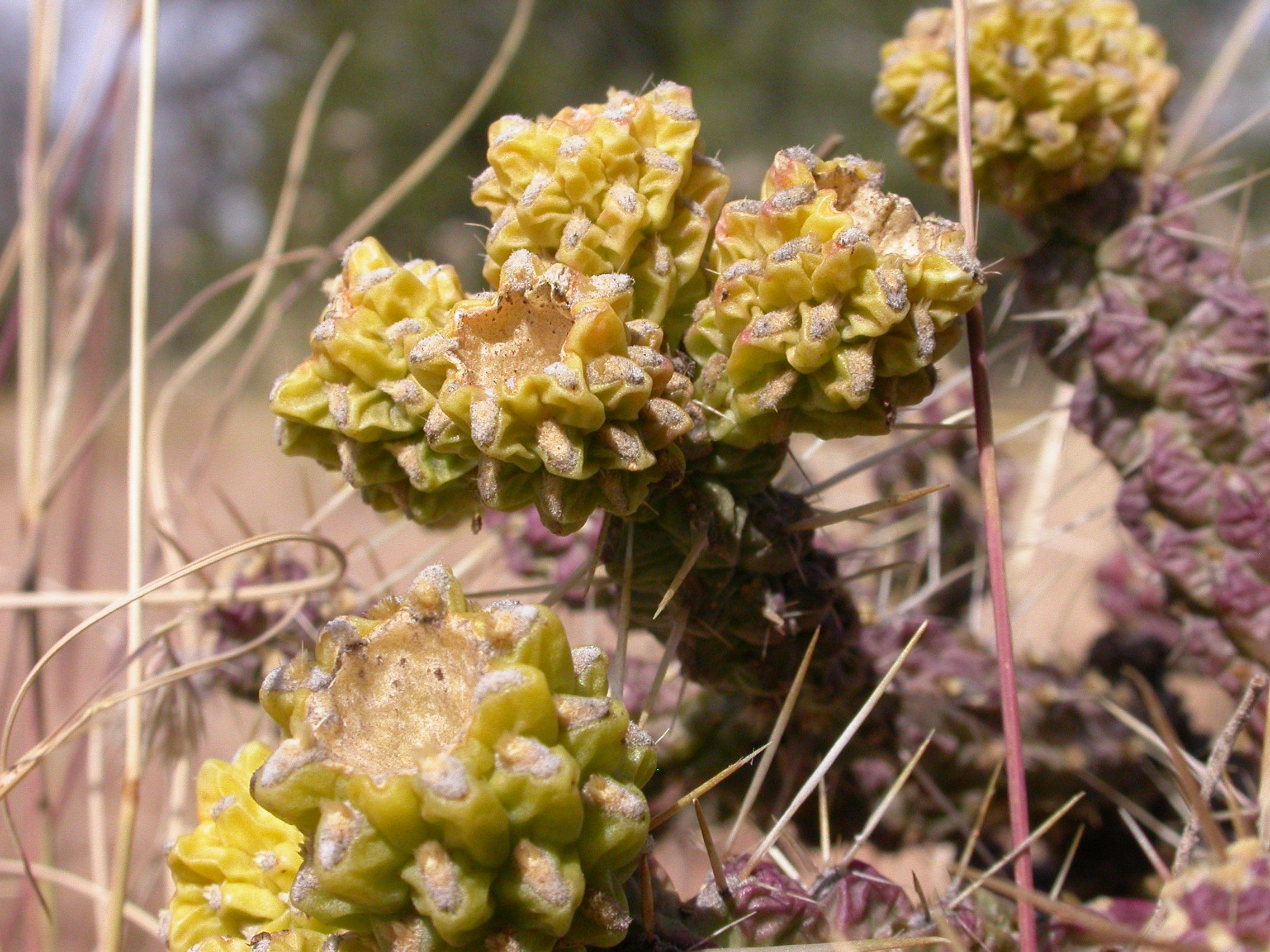
Detalle del fruto

Los frutos son de color amarillo a amarillo verdoso. Su forma va de cilíndrica a casi redonda, son carnoso y sin espinas. Miden de 1,8 a 3,5 cm de largo, de 1,5 a 3,2 cm de diámetro. Tienen la piel llena de bultos y en su interior contienen semillas de color canela de hasta 3 mm de largo.

## Distribución y hábitat
El área de distribución nativa de esta especie abarca los estados estadounidenses de Arizona, California, Colorado, Nevada, Nuevo México y Utah. Crece principalmente en biomas desérticos o de matorral seco, a elevaciones de 900 a 2300 metros de altitud.

## Taxonomía
La primera descripción de esta especie fue como Opuntia whipplei, publicada en 1856 por los botánicos George Engelmann y John Milton Bigelow en la revista científica Pacific Railroad Survey Reports 4 (5; 3): 50.
Posteriormente, el botánico danés Frederik Marcus Knuth colocó la especie en el género Cylindropuntia, pasando a llamarse Cylindropuntia whipplei y anotando estos cambios en el libro Kaktus-ABC: 124 en el año 1936.
Etimología
- Cylindropuntia: nombre genérico formado por dos palabras: el sustantivo griego kýlindros (que significa 'cilindro') y el género Opuntia, (con el que el género tiene similitudes), haciendo referencia a la forma cilíndrica de los tallos de las plantas.
- whipplei: epíteto específico otorgado en honor al ingeniero militar y topógrafo estadounidense Amiel Weeks Whipple (1816–1863).[7]

### Subespecies
Actualmente se distinguen dos subespecies:
| Imagen | Subespecie                                                | Descripción                                       | Distribución                           |
| ------ | --------------------------------------------------------- | ------------------------------------------------- | -------------------------------------- |
|        | Cylindropuntia whipplei subsp. enodis (Peebles) M.A.Baker | Se caracteriza por poseer frutos no tuberculados. | Arizona, California y Nevada           |
|        | Cylindropuntia whipplei subsp. whipplei                   | Se caracteriza por poseer frutos tuberculados.    | Arizona, Colorado, Nuevo México y Utah |

Sinonimia
- Sinónimos de Cylindropuntia whipplei subsp. enodis:
  - Cylindropuntia whipplei var. enodis (Peebles) Backeb. (1958)
  - Opuntia whipplei var. enodis Peebles (1940)

- Sinónimos de Cylindropuntia whipplei subsp. whipplei:
  - Cylindropuntia hualpaensis (Hester) Backeb. (1958)
  - Opuntia hualpaensis Hester (1943)
  - Opuntia whipplei var. laevior Engelm. (1856)

## Estado de conservación
En la Lista Roja de Especies Amenazadas de la UICN, la especie está clasificada como de “Preocupación Menor (LC)”.

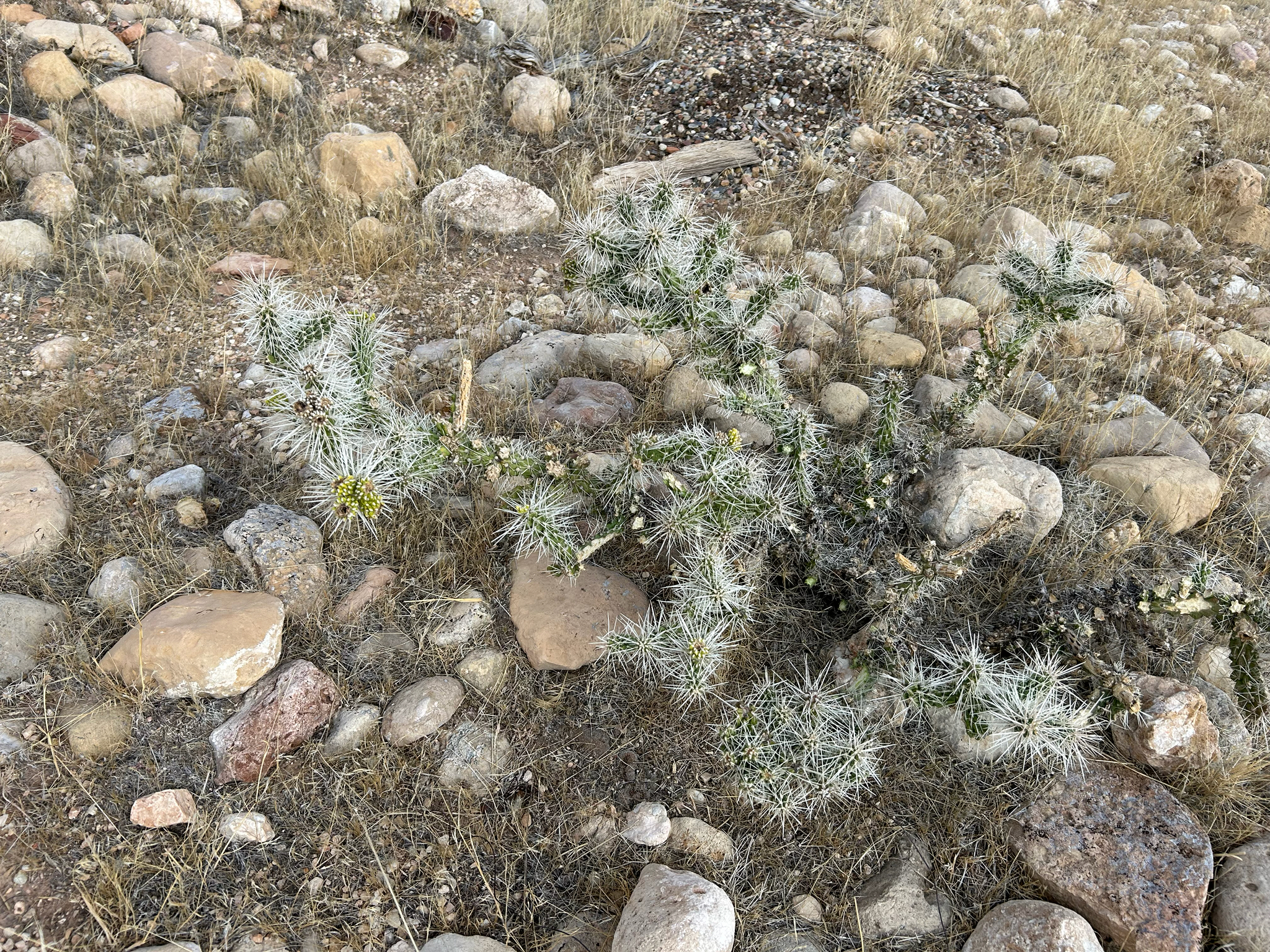
En su hábitat

No se conocen amenazas importantes para la conservación de esta especie. De hecho, cuanto más se pastorea, mejor crece, por lo que puede convertirse en una maleza nociva en pastizales sobrepastoreados.

## Importancia económica y cultural

### Uso alimenticio

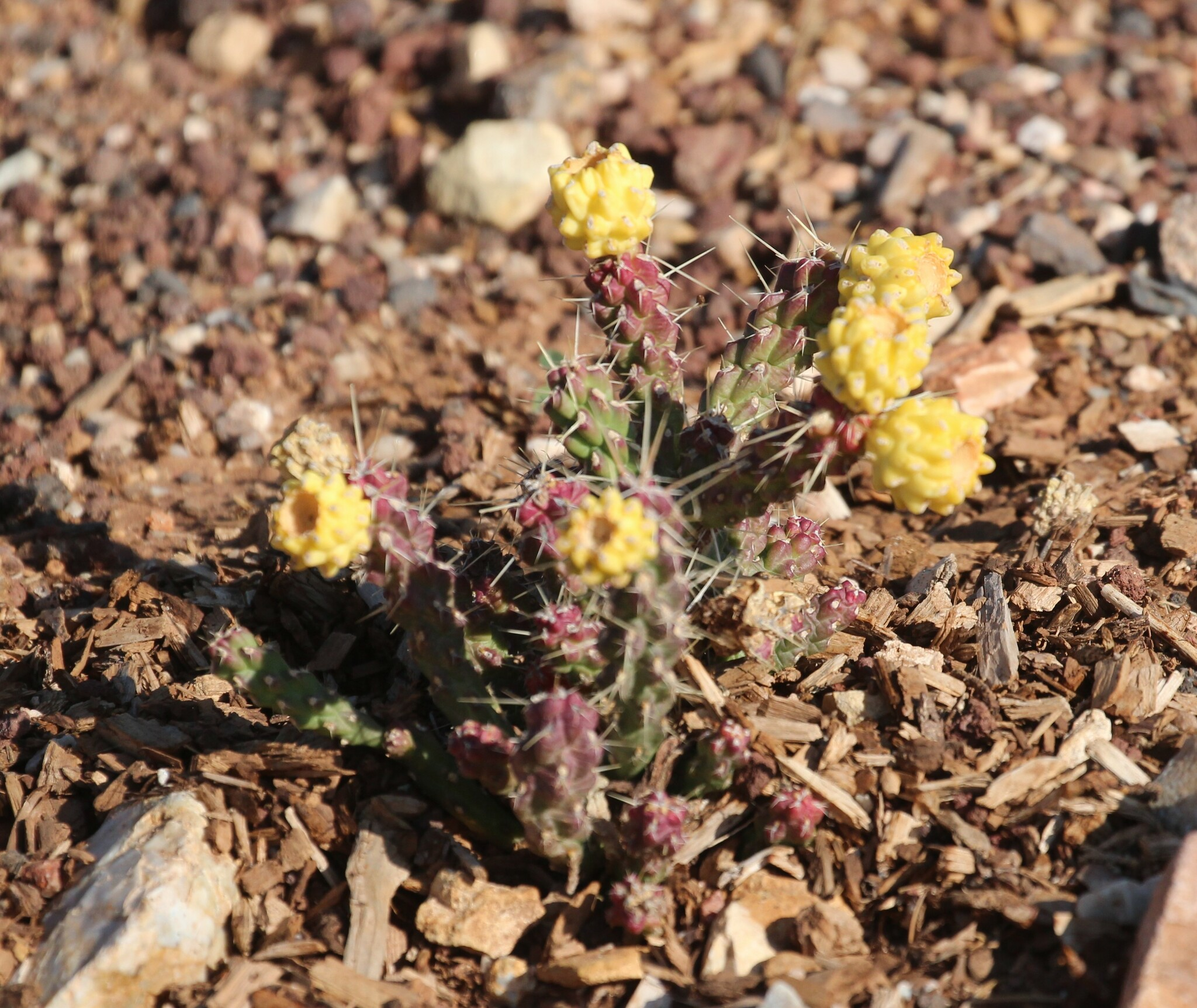
Pequeña planta con frutos

Se ha documentado que los zuñi, un pueblo indígena norteamericano, recolectaban los frutos de esta especie, les quitaban las espinas y los secaban para su consumo durante el invierno, tanto crudos como cocidos pese a tener un olor desagrdable. Además, molían los frutos secos hasta obtener una harina que mezclaban con harina de maíz para preparar una especie de papilla.

### Uso medicinal
Tradicionalmente, esta especie se utiliza en la medicina popular como planta medicinal para el tratamiento de la diarrea. Para ello, la raíz se mastica y se ingiere el jugo. Alternativamente, puede triturarse, hervirse en agua y consumirse el líquido resultante.

### Uso ornamental
La especie se cultiva principalmente como planta ornamental y su propagación se realiza principalmente a través de esquejes. Para ello, se cortan los segmentos de los tallos (cladodios) y se dejan unos días en un lugar sombrío para que cicatricen adecuadamente. Luego se siembran en suelos con buen drenaje.